# کلیسای کریستاپور مقدس (آگولیس)
کلیسای کریستاپور مقدس (آگولیس) (ارمنی: Սուրբ Քրիստափոր եկեղեցի (Ագուլիս)؛ ) یک کلیسا متعلق به کلیسای حواری ارمنی واقع در شهر آگولیس بالا، جمهوری خودمختار نخجوان جمهوری آذربایجان می‌باشد. ساخت و ساز این ساختمان در سده ۱ میلادی؛ به پایان رسید. این بنا به سبک معماری ارمنی طراحی شده است.